# Neelam Sanjiva Reddy
Neelam Sanjiva Reddy (ur. 19 maja 1913 w Illur, zm. 1 czerwca 1996 w Bangalore) – był szóstym prezydentem Indii, pełniący stanowisko w latach 1977–1982.
Urząd prezydenta Indii objął 25 lipca 1977 r. i pełnił go do 25 lipca 1982 r.
Zmarł w Bangalore w 1996 roku w wieku 83 lat .